# Downtown Miami
Downtown Miami, también conocido en español como Centro de Miami, es un downtown situado en torno al Distrito Financiero de Miami, Florida, Estados Unidos. Además del distrito financiero, la zona también incluye los barrios de Brickell, el distrito histórico, Government Center, Arts & Entertainment District y Park West. La zona está dividida en dos por el río Miami y está bordeada por Midtown (Edgewater y Wynwood) al norte, la bahía Vizcaína al este, el Civic Center y Overtown al oeste y Coconut Grove al sur.
Brickell Avenue y Biscayne Boulevard son las calles principales norte-sur, y Flagler Street es la calle principal este-oeste. El barrio es definido por la Miami Downtown Development Authority (DDA) como la zona de 9,8 km² de superficie al este de la Interestatal 95 entre la Rickenbacker Causeway al sur y la Julia Tuttle Causeway al norte.
Downtown Miami es el centro cultural, financiero y comercial del sur de la Florida, y su historia se remonta al siglo xix. En los últimos años, ha crecido y se ha expandido físicamente hasta convertirse en la zona de mayor crecimiento de Miami, con un rápido aumento de la población y la mayor concentración de rascacielos de la región. En ella se encuentran numerosos museos, parques, centros educativos, bancos, sedes corporativas, juzgados, oficinas gubernamentales, teatros, tiendas y muchos de los edificios más antiguos de la ciudad.

## Historia

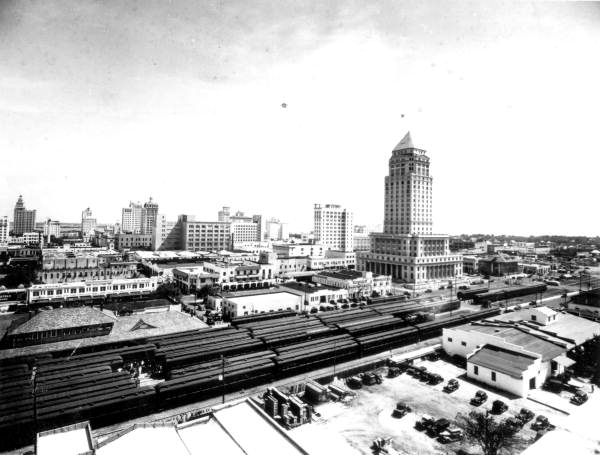
El skyline de Downtown Miami en torno a 1930, con la estación de pasajeros del Ferrocarril de la Costa Este de la Florida y el Palacio de Justicia del Condado de Miami-Dade en primer plano.

Downtown Miami es el corazón histórico de Miami y, junto con Coconut Grove, es la zona más antigua de la ciudad, con un primer asentamiento de pioneros que data de principios del siglo xix. El desarrollo urbano empezó en la década de 1890 con la construcción del Ferrocarril de la Costa Este de la Florida por el industrial de Standard Oil Henry Flagler hasta Miami ante la insistencia de Julia Tuttle. Flagler, junto con promotores inmobiliarios como William Brickell y George E. Merrick, contribuyó a atraer el interés de los promotores hacia la ciudad con la construcción de hoteles, resorts, viviendas y la ampliación de la línea de ferrocarril de Flagler. Actualmente, Flagler Street, que empieza en el Downtown, es una importante calle este-oeste de Miami dedicada al magnate; la Julia Tuttle Causeway, que cruza la bahía Vizcaína justo al norte del Downtown, en el barrio de Edgewater, debe su nombre a Tuttle.
A fecha de 2009, había unos 71 000 residentes durante todo el año en el Downtown (incluidos los barrios de Brickell, Park West y el Arts & Entertainment District), con una población de cerca de 200 000 personas durante el día, que lo hacen uno de los downtowns más poblados de los Estados Unidos después de los de Nueva York y Chicago. Con la reciente construcción masiva de rascacielos residenciales y de oficinas, el Downtown ha experimentado un gran crecimiento, con la apertura de nuevas tiendas, bares, parques y restaurantes, que han atraído a muchos nuevos residentes. Incluido Brickell, el Downtown ha pasado de tener unos 40 000 residentes en 2000 a más de 70 000 en 2009, lo que la hace una de las zonas de mayor crecimiento de la Florida. En febrero de 2010, se estimó que cada mes se mudaban al Downtown unos 550 nuevos residentes. A fecha de 2009, más de 190 000 trabajadores de oficinas trabajaban en Downtown y Brickell.
El Downtown está servido por el Metro de Miami a través de las estaciones de Historic Overtown/Lyric Theatre, Government Center y Brickell, accesibles desde los condados de Broward y Palm Beach mediante la estación de transbordo entre el Tri-Rail y el Metro de Miami. El Metro está conectado con el Metromover, que está compuesto por veintidós estaciones en Downtown Miami en sus tres líneas circulares: Downtown, Brickell y Omni. La estación de Government Center, situada junto al Stephen P. Clark Government Center, es la estación principal del Downtown y permite transbordos a todas las líneas del Metromover, los trenes del Metro y las líneas de autobús.

## Barrios

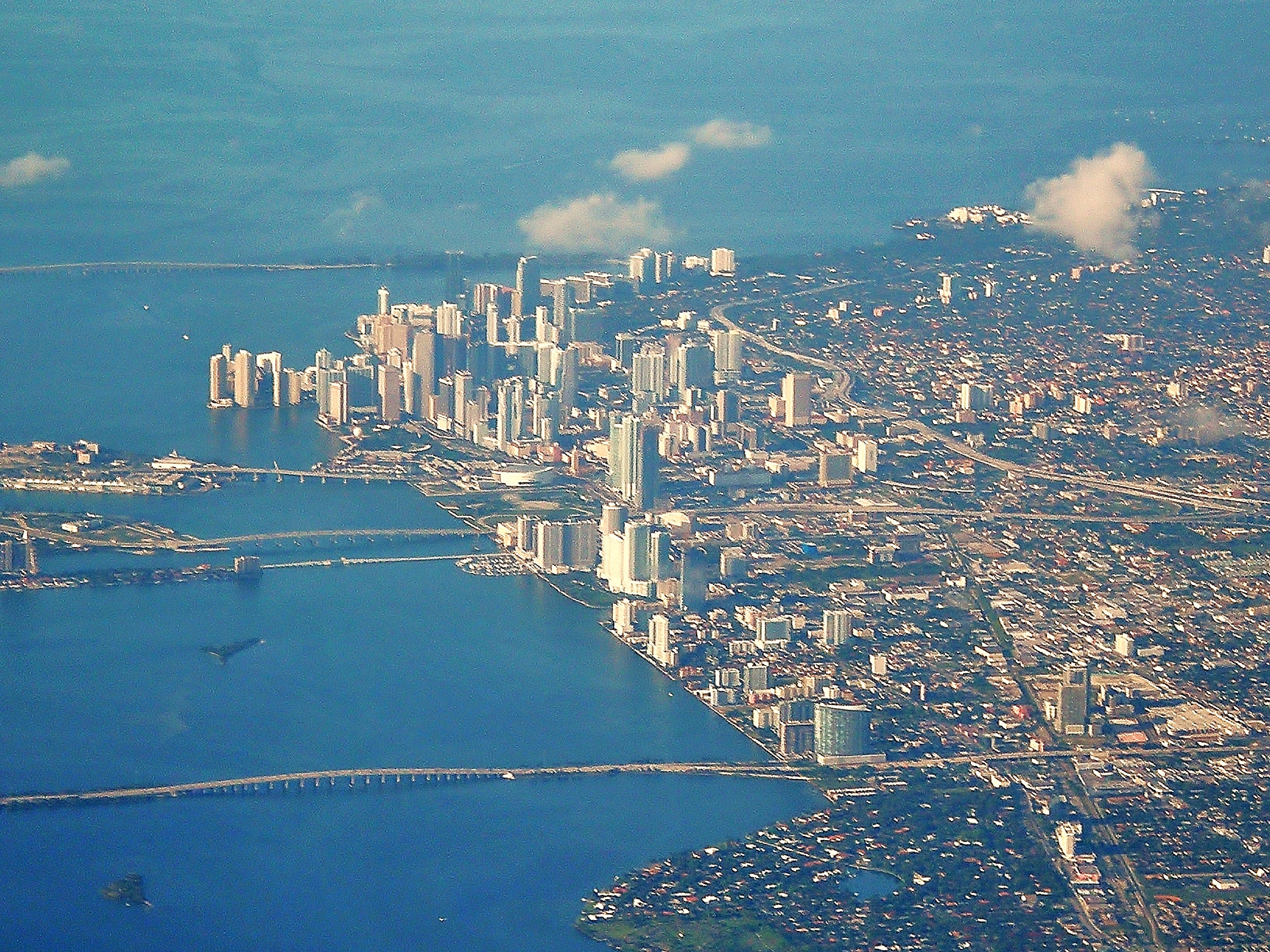
Vista aérea de Downtown Miami, incluidos los barrios de Brickell, Park West, Arts & Entertainment District y Edgewater.

Downtown Miami gira en torno al Distrito Financiero, más conocido por los miamenses simplemente como «Downtown». Aunque son barrios distintos con diferentes características, los siguientes barrios son incluidos habitualmente bajo el hiperónimo de Downtown Miami.

### Distrito Financiero

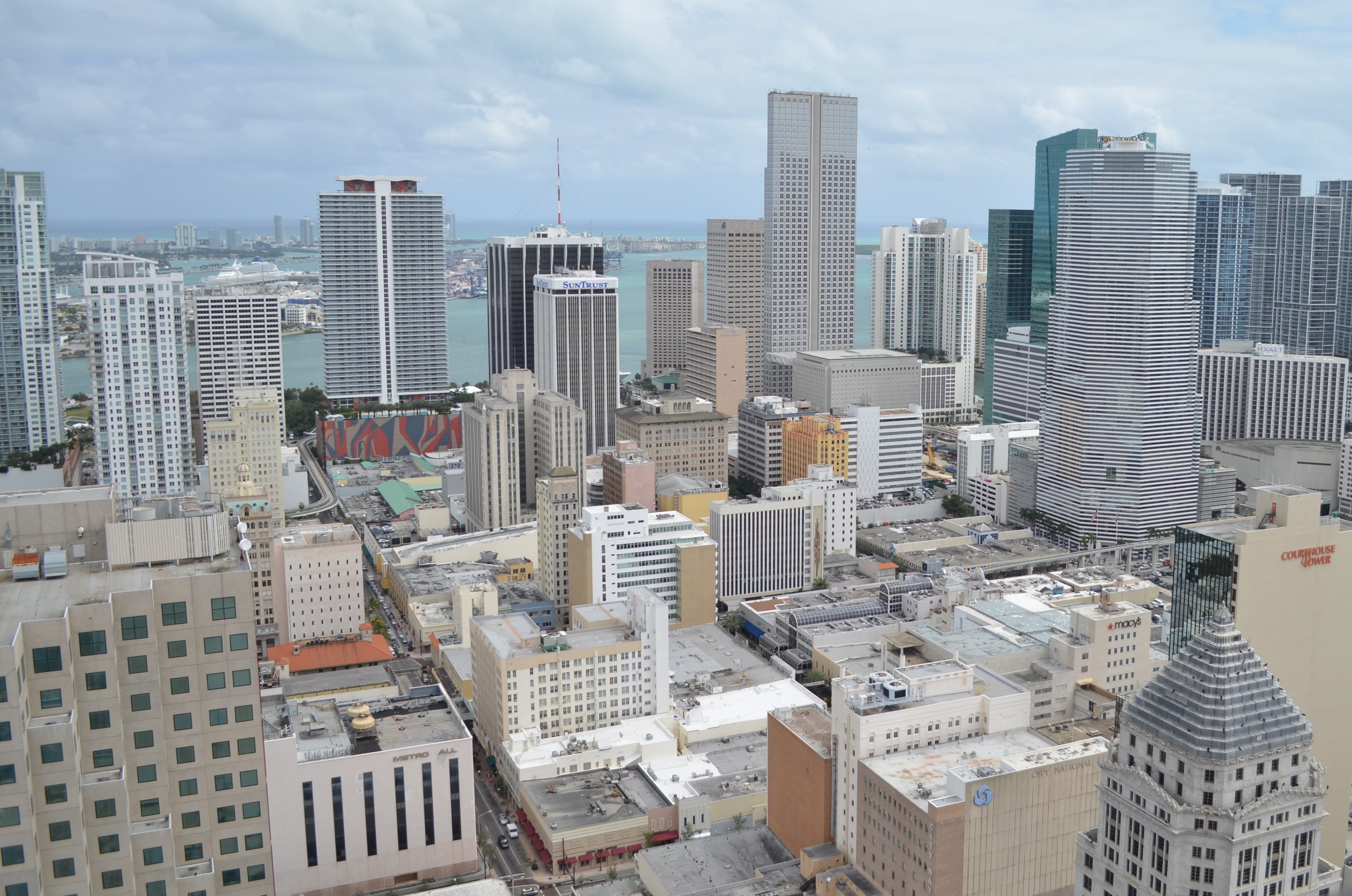
El Distrito Financiero es el centro tradicional de Miami.

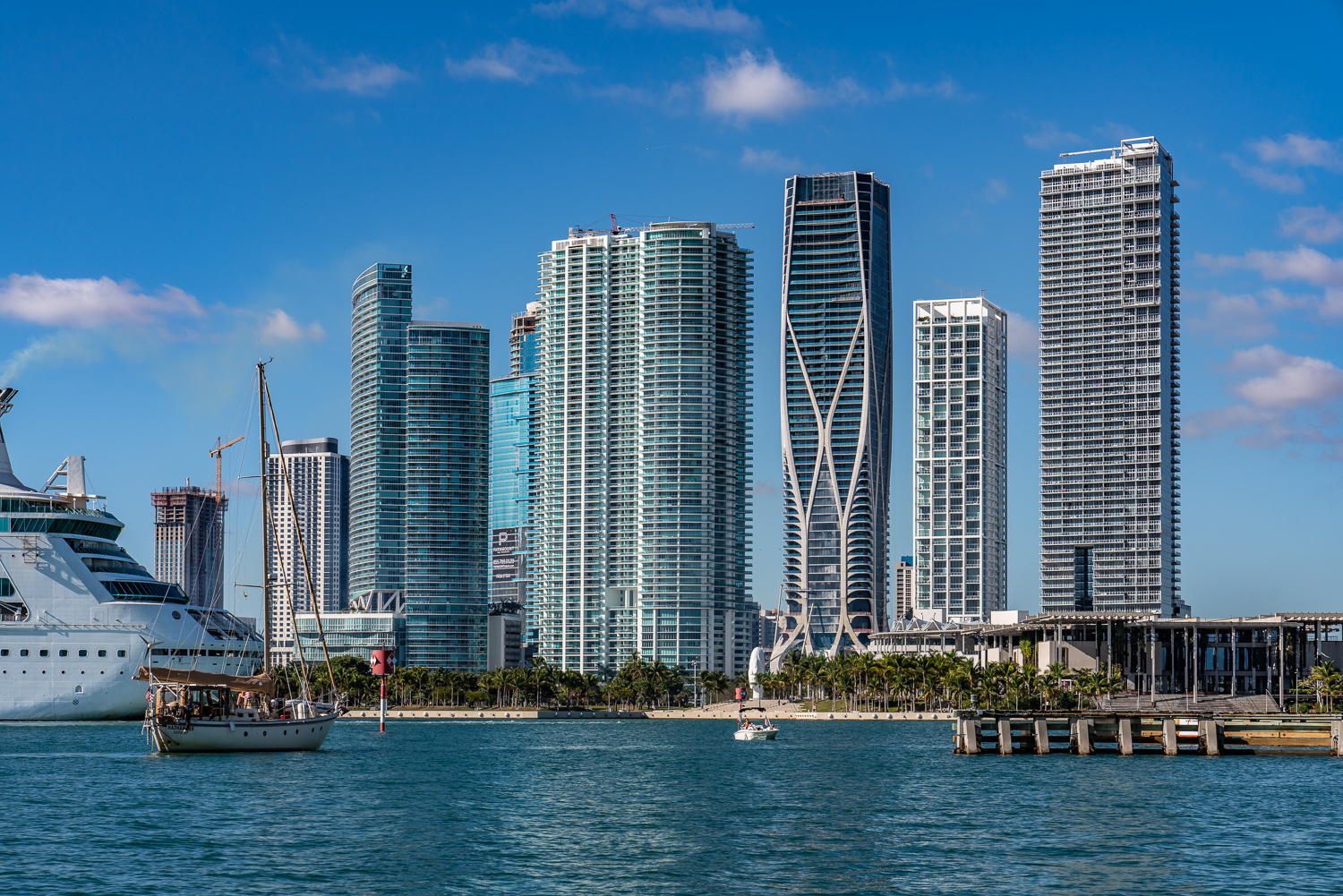
Rascacielos residenciales a lo largo del Biscayne Boulevard, en el barrio de Park West.

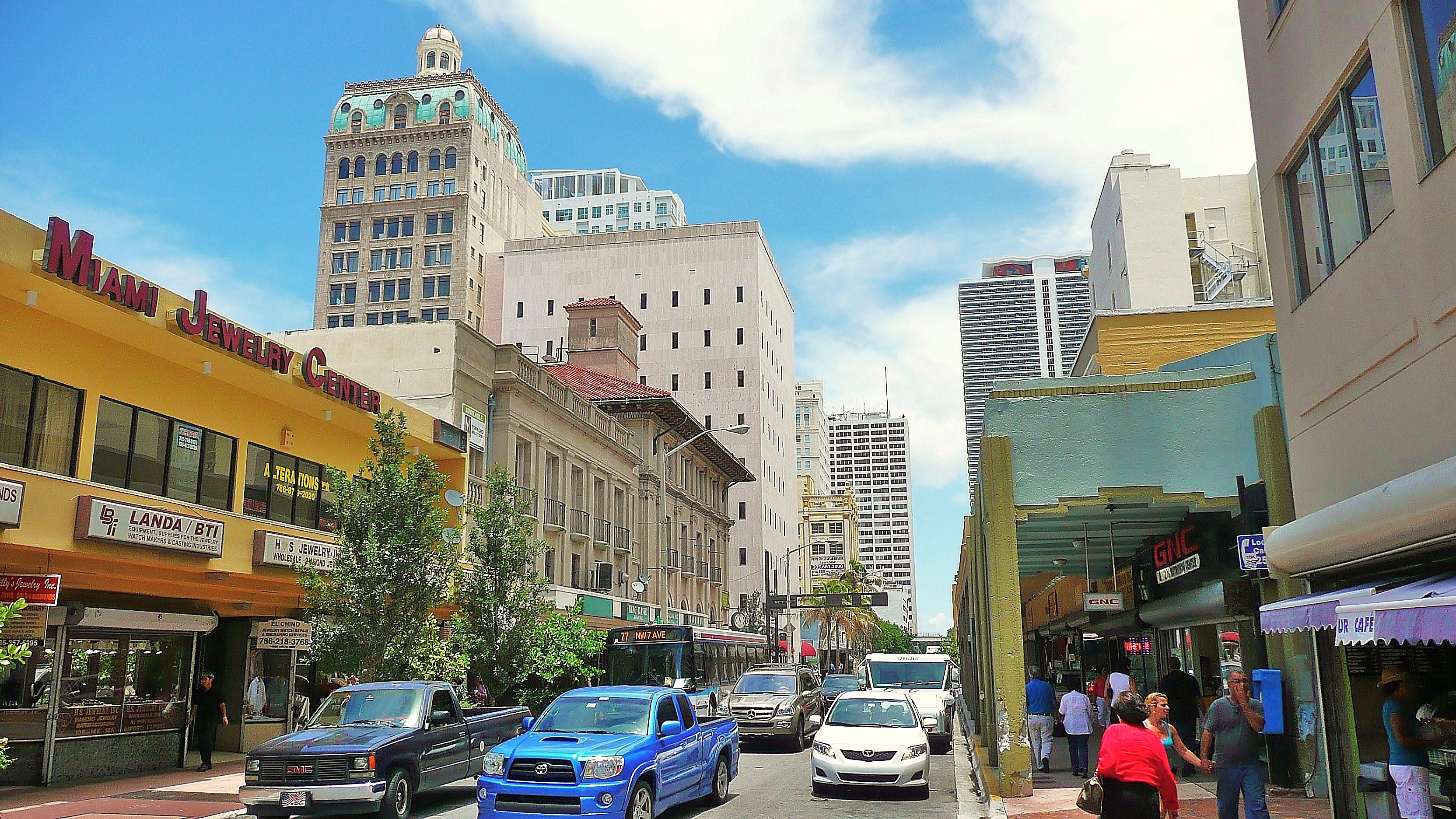
El Miami Jewelry District.

El Distrito Financiero o Central Business District (CBD), más conocido por los lugareños como Downtown, es el centro histórico de Miami, y la zona llamada tradicionalmente «Downtown». Está rodeado por la calle 6 noreste al norte, la bahía Vizcaína al este, y el río Miami al oeste y al sur. En esta zona se encuentran la mayor parte de los edificios históricos de Miami, la calle principal de tiendas (Flagler Street), numerosos museos, bibliotecas, oficinas, escuelas y universidades, y la mayor parte de las oficinas y juzgados locales, del condado, estatales y federales. También se encuentra aquí el distrito histórico del centro de Miami y el Government Center.
El Downtown está servido por el Metro de Miami en la estación de Government Center y por trece estaciones del Metromover en las líneas de Downtown, Brickell y Omni.

### Brickell
Brickell está al sur del río Miami y es un barrio residencial exclusivo, además del distrito financiero principal de Miami, situado fundamentalmente a lo largo de Brickell Avenue. En esta zona se encuentran The Shops at Mary Brickell Village, Brickell City Center y Simpson Park. Está servida por el Metro de Miami en la estación de Brickell y por cinco estaciones del Metromover en la línea de Brickell.

### Arts & Entertainment District
El Arts & Entertainment District es un barrio con numerosos hoteles y rascacielos residenciales. El antiguo nombre del barrio, Omni, se debe al Omni International Mall, situado en el Biscayne Boulevard. El barrio está bordeado por la bahía Vizcaína al este, la Segunda Avenida noreste al oeste, la calle 21 noreste al norte y la Interestatal 395 al sur. En él se encuentran el Pace Park, el Adrienne Arsht Center y la antigua sede del Miami Herald. El Arts & Entertainment District está servido por el Metro de Miami en la estación de Government Center y por dos estaciones del Metromover en la línea de Omni.

### Park West
Park West es el barrio situado al oeste del Museum Park, al este de la Primera Avenida noroeste, al sur de la Interestatal 195 y al norte de la calle 6 noreste. Park West era conocido principalmente por sus discotecas y clubes nocturnos, y en los últimos años ha sido objeto de muchos proyectos de revitalización. A finales de 2015, la mayor parte de las discotecas de la antigua hilera de clubes situada al oeste de la línea del Metromover desde la estación de la Torre de la Libertad hasta la estación de la calle 11 han sido demolidas para permitir la construcción del Miami World Center.
Park West está servido por el Metro de Miami en la estación de Historic Overtown/Lyric Theatre y por tres estaciones del Metromover en la línea de Omni.

### Miami Jewelry District
El Miami Jewelry District (literalmente, «distrito de joyería de Miami») es una zona del Distrito Financiero conocida por sus numerosas joyerías y comerciantes de piedras preciosas. Allí se vende una gran variedad de productos de joyería y es uno de los tres distritos de joyería de los Estados Unidos. Comprende cuatro manzanas, rodeadas por Miami Avenue, la Segunda Avenida noreste, Flagler Street y la calle 2 noreste. Los compradores pueden encontrar joyas de diseño, piedras preciosas y productos de oro y plata en los escaparates de varias joyerías. Se puede llegar al Jewelry District en transporte público a través del Metromover y el Metro de Miami.

## Demografía
| Población por año |           |         |
| Año               | Población | %       |
| 1990              | 36 140    |         |
| 2000              | 40 556    | +12.2 % |
| 2010              | 66 769    | +64.6 % |
| 2018 (est.)       | 92 235    | +38.1 % |

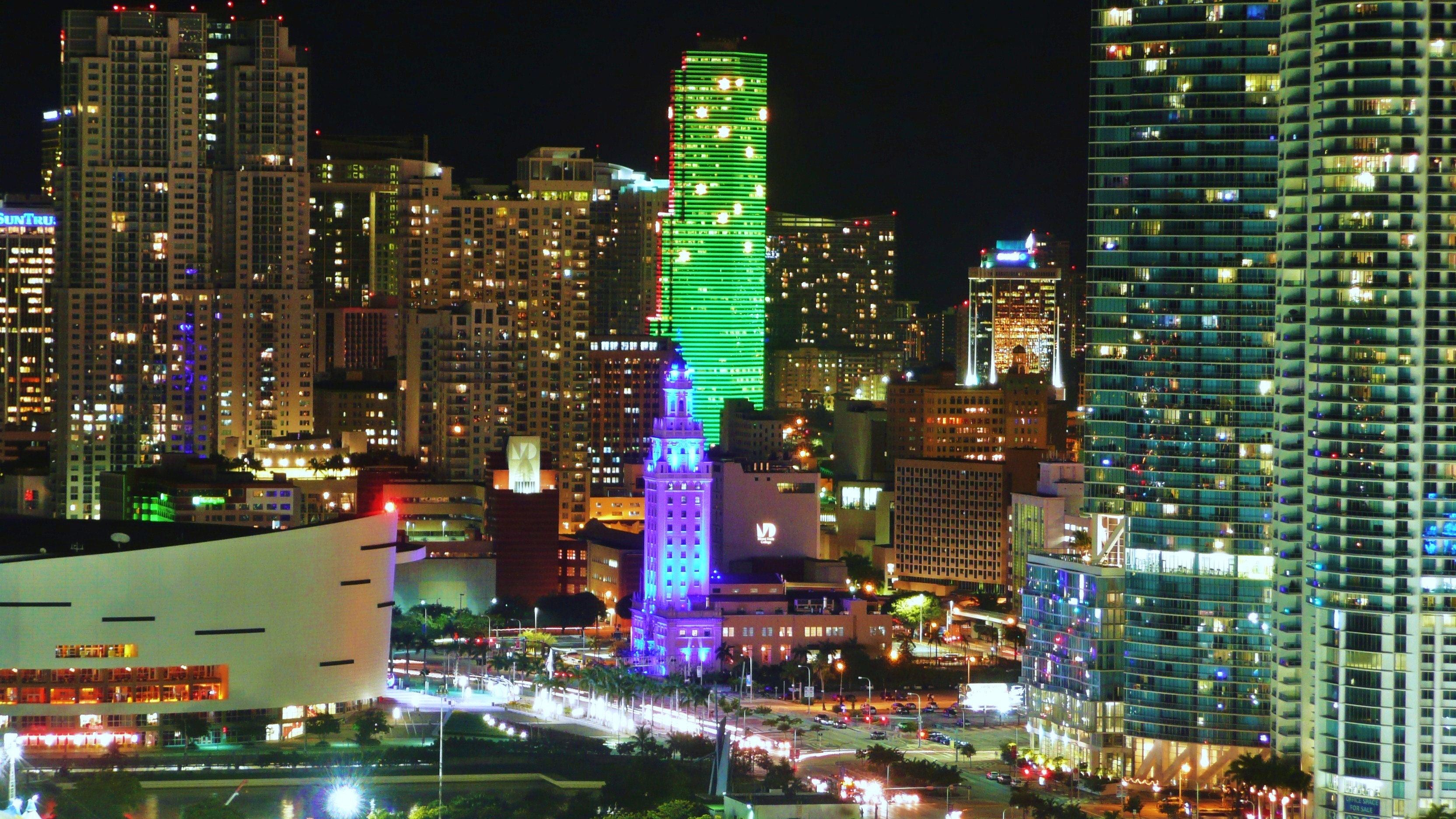
Biscayne Boulevard, la arteria principal norte-sur del Downtown.

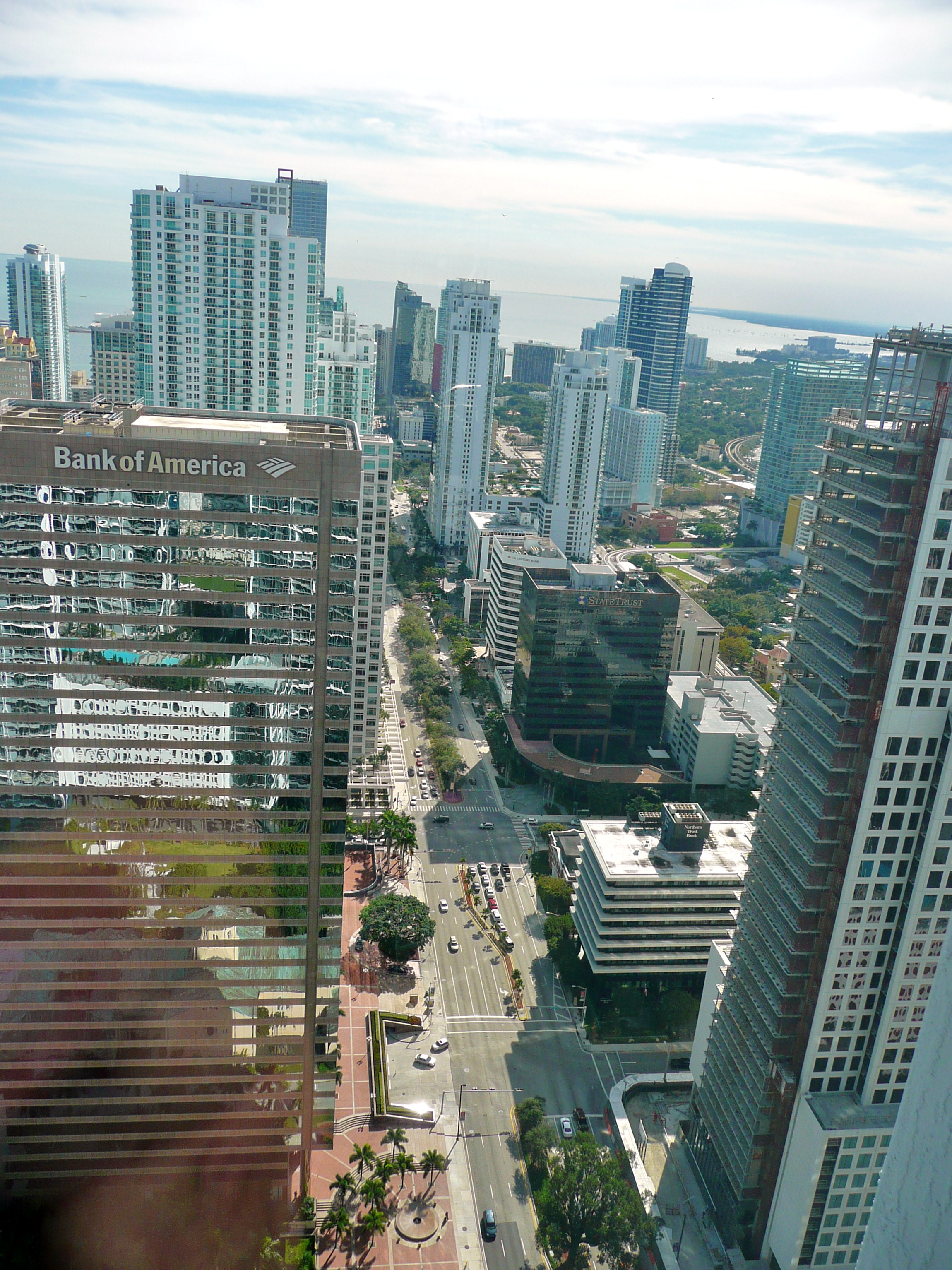
Brickell es el barrio de mayor crecimiento de Miami y tiene una de las mayores densidades de población de los Estados Unidos fuera de Nueva York.

En 2010 la población de Downtown Miami era de 65 696 personas, con una densidad de población de 10 613 por kilómetro cuadrado. En el Censo de 2010, la composición racial del Downtown era la siguiente: 57.6 % hispano o latino, 30.8 % blanco (no hispano), 7.2 % negro y 2.9 % asiático.
En 2000, el Downtown tenía una población de 39 176 residentes, con 15 333 hogares en 1990 con una media de 2.2 residentes por hogar, 17 130 hogares en 2000 con una media de 2.1, y 33 600 hogares en 2009 con una media de 2.0. El ingreso mediano por hogar era de 29 396 dólares en 2000 y 40 180 dólares en 2009.
Los códigos postales del Downtown son 33128, 33130, 33131 y 33132. La zona tiene una superficie de 5,5 km². En 2000, había 6451 hombres y 4792 mujeres. La edad mediana de los hombres era de 34.5 años, y la de las mujeres era de 35.8 años. El tamaño medio del hogar era de 1.9 personas, mientras que el tamaño medio de la familia era de 2.8 miembros. El porcentaje de familias de pareja casada (entre todos los hogares) era del 25.5 %, mientras que el porcentaje de familias de pareja casada con hijos era del 8.5 % y el porcentaje de familias monoparentales era del 5.8 %. El porcentaje de hombres de más de quince años que nunca se habían casado era del 27.6 %, mientras que el porcentaje de mujeres de más de quince años que nunca se habían casado era del 13.9 %.
En 2000, el porcentaje de personas que no hablaban inglés bien era del 23.1 % de la población. El porcentaje de residentes nacidos en la Florida era del 26.9 %, el de nacidos en otro estado era del 25.0 %, el de residentes nativos pero nacidos fuera de los Estados Unidos era del 6.4 %, y el de residentes nacidos en el extranjero era del 41.7 %.

## Transporte

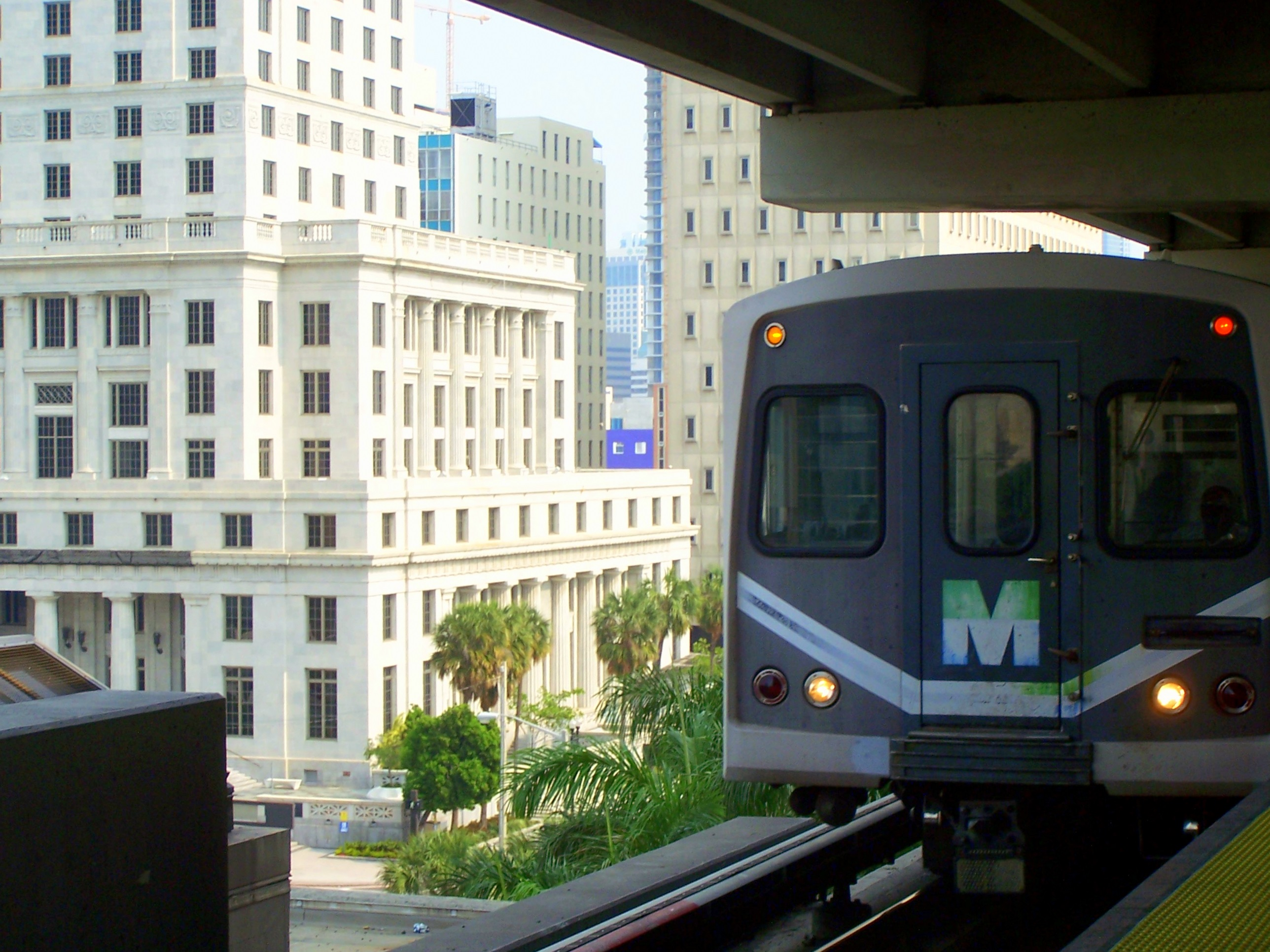
Un tren del Metro de Miami acercándose a la estación de Government Center.

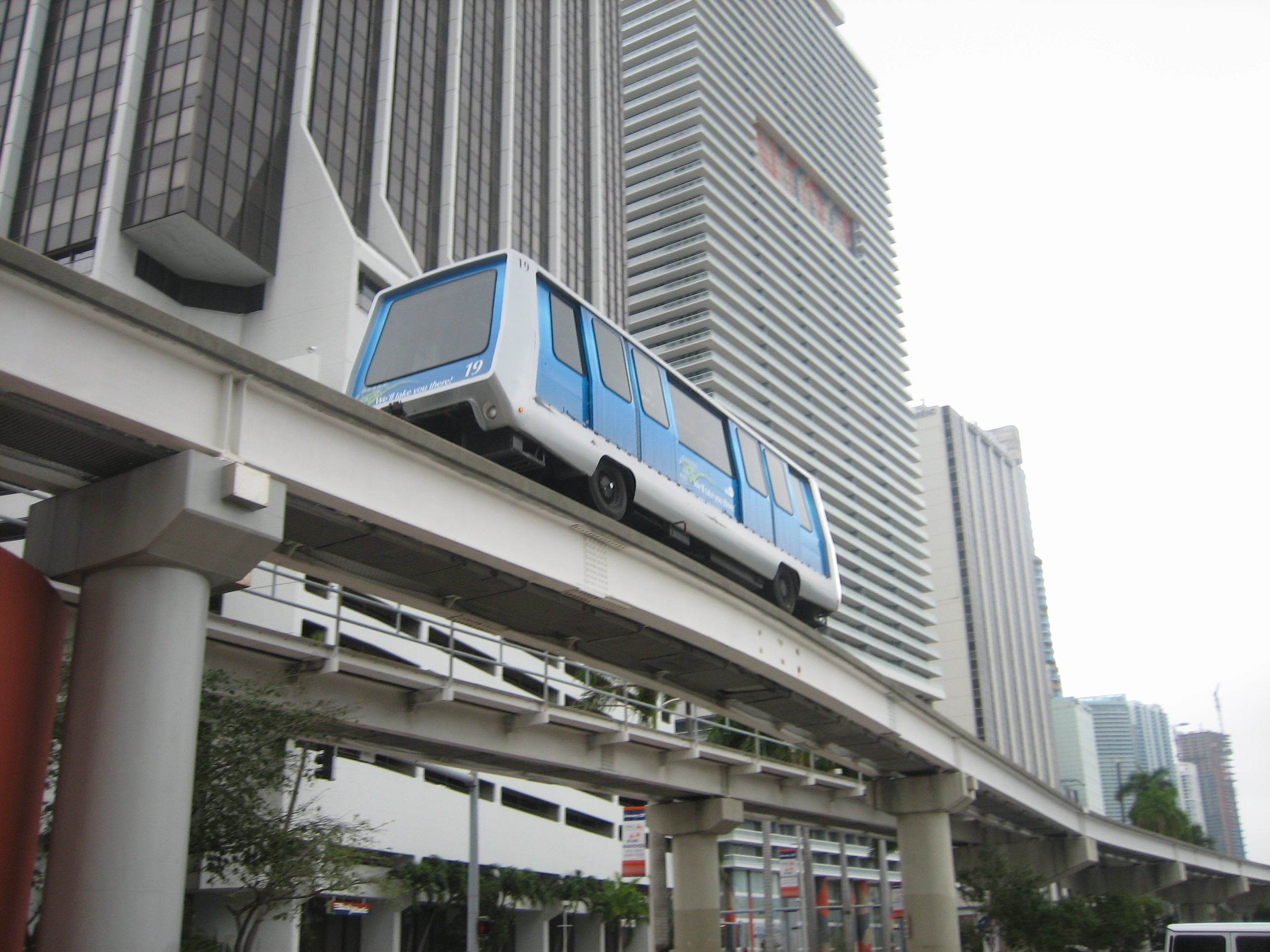
El Metromover es gratuito y tiene tres líneas circulares por el Downtown, Brickell y el Arts & Entertainment District.

En la zona del Downtown el transporte público se usa más que en cualquier otra parte de Miami y es una parte fundamental de la vida del barrio. El Metro de Miami tiene tres estaciones en el Downtown, en las líneas verde y naranja: Historic Overtown/Lyric Theatre, Government Center y Brickell. Además, el sistema del Metromover está compuesto por tres líneas circulares (las de Downtown, Omni y Brickell) y tiene veintidós estaciones en el Downtown. El Metromover es gratuito y sus estaciones se encuentran cada aproximadamente dos manzanas en las zonas del Downtown y Brickell.
Downtown Miami está servido por el autobús de Miami, el Metro de Miami y el Metromover:
Metro:
- Government Center (calle 1 noroeste y Primera Avenida).
- Brickell (calle 11 suroeste y Primera Avenida).
- Historic Overtown/Lyric Theatre (calle 8 noroeste y Primera Avenida).

Metromover:
- Línea de Downtown.
- Línea de Omni.
- Línea de Brickell.

El Metro tiene estaciones por todo Miami con conexiones al Aeropuerto Internacional de Miami, todas las líneas de autobús, el Tri-Rail y el Amtrak. La estación principal de autobuses del Downtown se encuentra junto al Arsht Center, en la estación de Adrienne Arsht Center.
Debido a que es una zona urbana y caminable con una extensa red de transporte público, el Downtown (junto con Brickell, el Arts & Entertainment District y South Beach) es una de las zonas de Miami en las que es común un estilo de vida sin automóvil. Muchos residentes del Downtown se desplazan a pie, en bicicleta, en el Metromover o en taxi.
Recientemente, el Ayuntamiento de Miami, junto con la Downtown Development Authority, ha lanzado iniciativas que promueven aparcamientos para bicicletas y carriles bici por toda la ciudad, que han hecho mucho más popular el transporte en bicicleta para los residentes. La Venetian Causeway es una ruta popular de transporte en bicicleta que conecta South Beach con el Downtown. La Rickenbacker Causeway es muy popular los fines de semana para ciclistas recreativos, y a menudo, las bicicletas superan en número a los automóviles.

### Ampliación del Tri-Rail
En los planes de transporte a largo plazo de 2025 y 2030, está previsto que el Tri-Rail, el sistema de cercanías de Miami, se traslade o amplíe sus servicios en el corredor del Ferrocarril de la Costa Este de la Florida, que recorre los barrios más densos de la región, en paralelo al Biscayne Boulevard en Miami, y a la Federal Highway en los condados de Broward y Palm Beach.
El servicio del Tri-Rail a lo largo de la línea del Ferrocarril de la Costa Este llevaría el Tri-Rail al centro de transporte del Downtown, la estación de Government Center, conectando directamente el Downtown con Midtown Miami/Miami Design District, Upper Eastside/Miami Shores, North Miami, North Miami Beach/Aventura, Hollywood y Fort Lauderdale. Actualmente, los viajeros tienen que hacer transbordo hacia el Metro de Miami en Hialeah para llegar al Downtown. La Downtown Development Authority de Miami, junto con políticos de la zona de Miami, están presionando activamente para llevar el Tri-Rail al centro de la ciudad.

## Economía

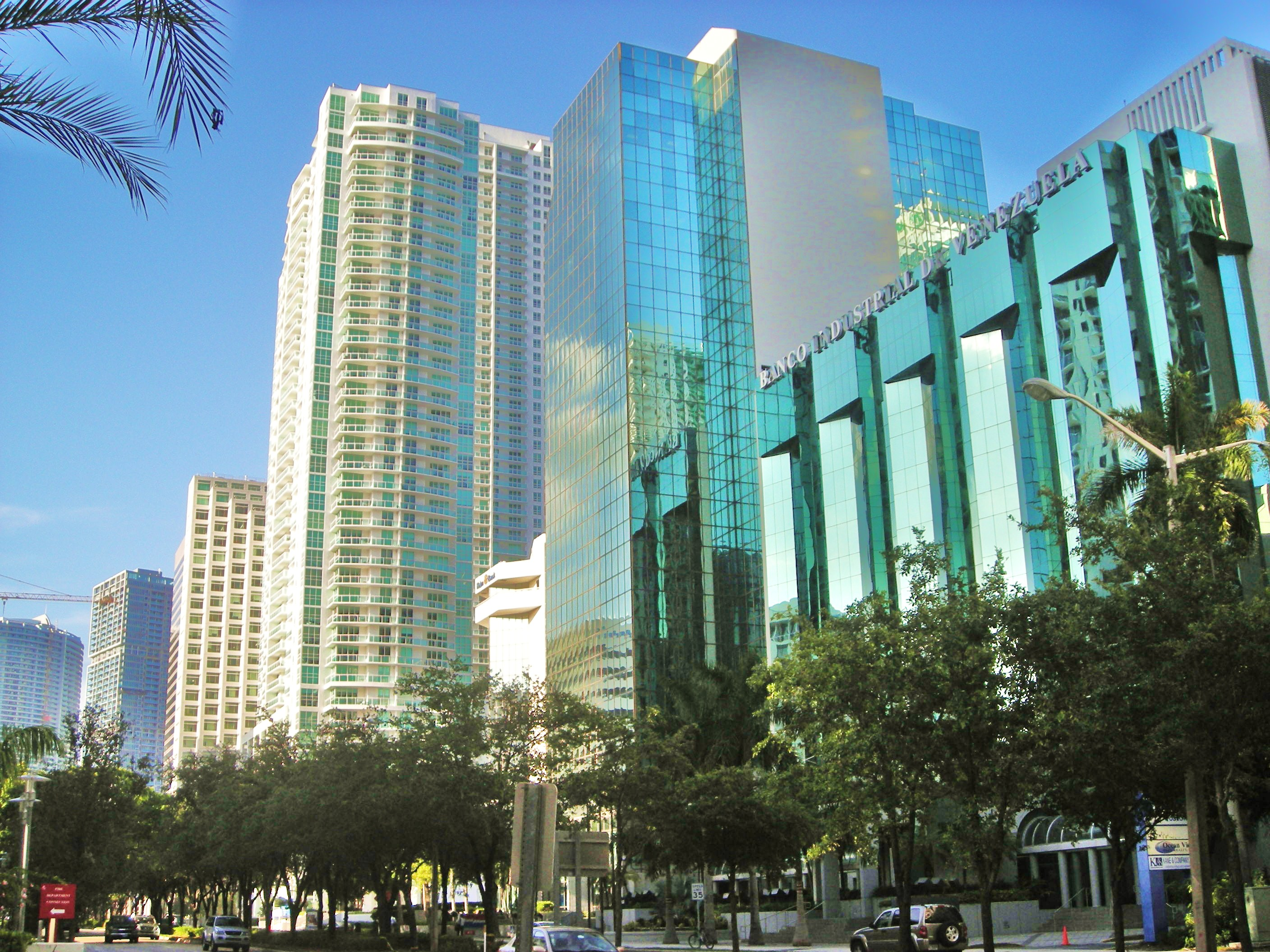
Downtown Miami es el centro principal de las finanzas, el comercio y los negocios internacionales del sur de la Florida. Brickell Avenue alberga la mayor concentración de bancos internacionales de los Estados Unidos.

El Downtown alberga la sede de muchas empresas y organizaciones. Tiene unos 2 000 000 m² de espacio de oficinas, y es el centro financiero y de los negocios del sur de la Florida. Entre las empresas privadas con sede en el Downtown se encuentran Akerman Senterfitt, Arquitectónica, Bilzin Sumberg, Espírito Santo Financial Group, Florida Justice Institute, Greenberg Traurig, Holland & Knight, Limehouse Software, Macy's Florida, Miami Herald, Miami Today, Shutts & Bowen, Terremark Worldwide, Vector Group, World Property Channel y Zyscovich Architects. Sanford Group Company, Sanford Fiduciary Investor Services y LTU International tenían antiguamente su sede en el Downtown.
Entre las organizaciones públicas que tienen sus oficinas principales en el Downtown se encuentran el Beacon Council, la Downtown Development Authority, el gobierno del condado de Miami-Dade, Escuelas Públicas del Condado de Miami-Dade, el Departamento de Policía de Miami y el Departamento de Parques y Ocio del condado de Miami-Dade, así como numerosos departamentos del Ayuntamiento de Miami pese a que el consistorio se encuentra en Coconut Grove.

### Consulados
Varios países tienen sus consulados en el Downtown, la mayor parte de los cuales se encuentran a lo largo del Biscayne Boulevard y Brickell Avenue. Entre estos se encuentran:
| - Alemania - Argentina - Bahamas - Chile - República Dominicana - Francia | - Guatemala - Haití - Israel - Jamaica - Japón - Países Bajos | - Paraguay - Perú - Trinidad y Tobago - Turquía - Reino Unido |

## Distritos históricos
El Downtown tiene tres distritos históricos: el distrito histórico comercial del centro de Miami, el distrito histórico del centro de Miami y el distrito histórico de Lummus Park.
El distrito histórico del centro de Miami abarca 1,5 km² en el corazón del Downtown, con más de sesenta edificios bajo su jurisdicción. Muchos de los edificios de la zona son de estilo streamline moderne o neoclásico con usos gubernamentales, residenciales y comerciales. Los periodos de mayor importancia de esta zona son de 1900 a 1924, de 1925 a 1949 y de 1950 a 1974. El distrito histórico comercial del centro de Miami fue designado como distrito histórico en 1988 y comprende veinte edificios situados en el lado este del Downtown de estilo historicista del siglo xix y principios del xx.
El distrito histórico de Lummus Park está al oeste del Downtown, en el barrio de Lummus Park. Está al oeste de la Interestatal 95 y rodea el Lummus Park a lo largo del río Miami. Fue designado en 1988 y ampliado en 2006. La zona tiene una superficie de 1,1 km² y comprende cuarenta y tres edificios, en su mayoría propiedad de entidades privadas y del gobierno local. Entre los estilos más destacados se encuentran los estilos historicistas de finales del siglo xix y principios del xx, el art déco y el estilo bungaló.

## Parques

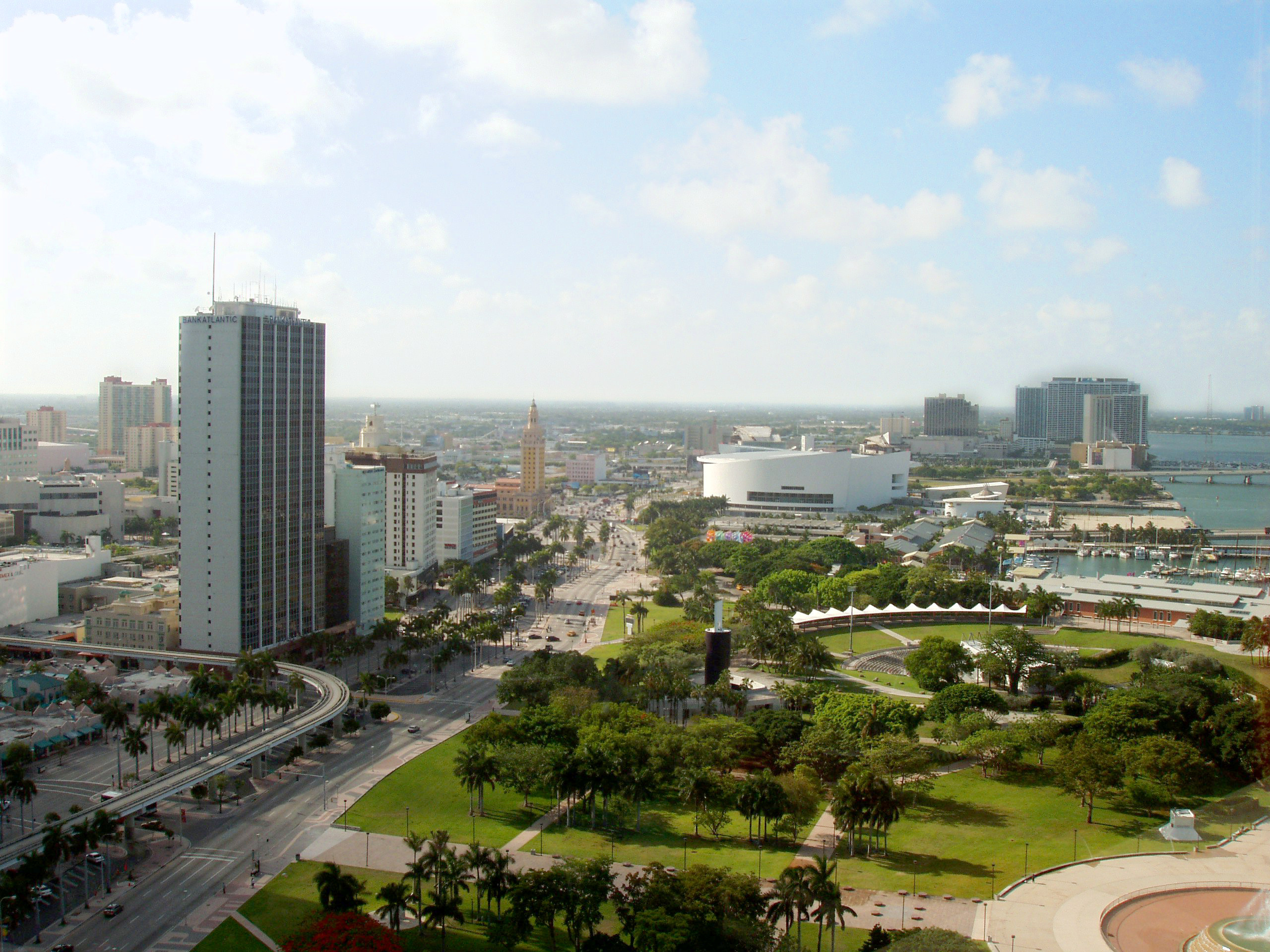
Bayfront Park es el parque más grande y visitado del Downtown.

Los parques más grandes y populares del Downtown son Bayfront Park, Museum Park y Pace Park. Bayfront Park alberga la DWTWN Concert Series, que se celebra semanalmente en el anfiteatro del parque, así como otros eventos anuales como la fiesta oficial de la ciudad de Nochevieja, Bike Miami, y la America's Birthday Bash («fiesta de cumpleaños de los Estados Unidos») el Día de la Independencia. También alberga muchos conciertos al aire libre, como el Warped Tour y el Ultra Music Festival. Antiguamente llamado Bicentennial Park, el Museum Park ha sido reconstruido y actualmente alberga nuevos edificios para el Pérez Art Museum Miami y el Miami Science Museum.
Otros parques en la zona del Downtown son Fort Dallas Park, Lummus Park, Paul S. Walker Park, Joan Lehman Sculpture Plaza y Robert F. Clark Plaza en el Distrito Financiero y Southside Park, Simpson Park, Alice Wainwright Park, Brickell Park, Miami Circle, Brickell Key Park y Brickell Plaza Mini Park en Brickell.

## Gobierno e infraestructura

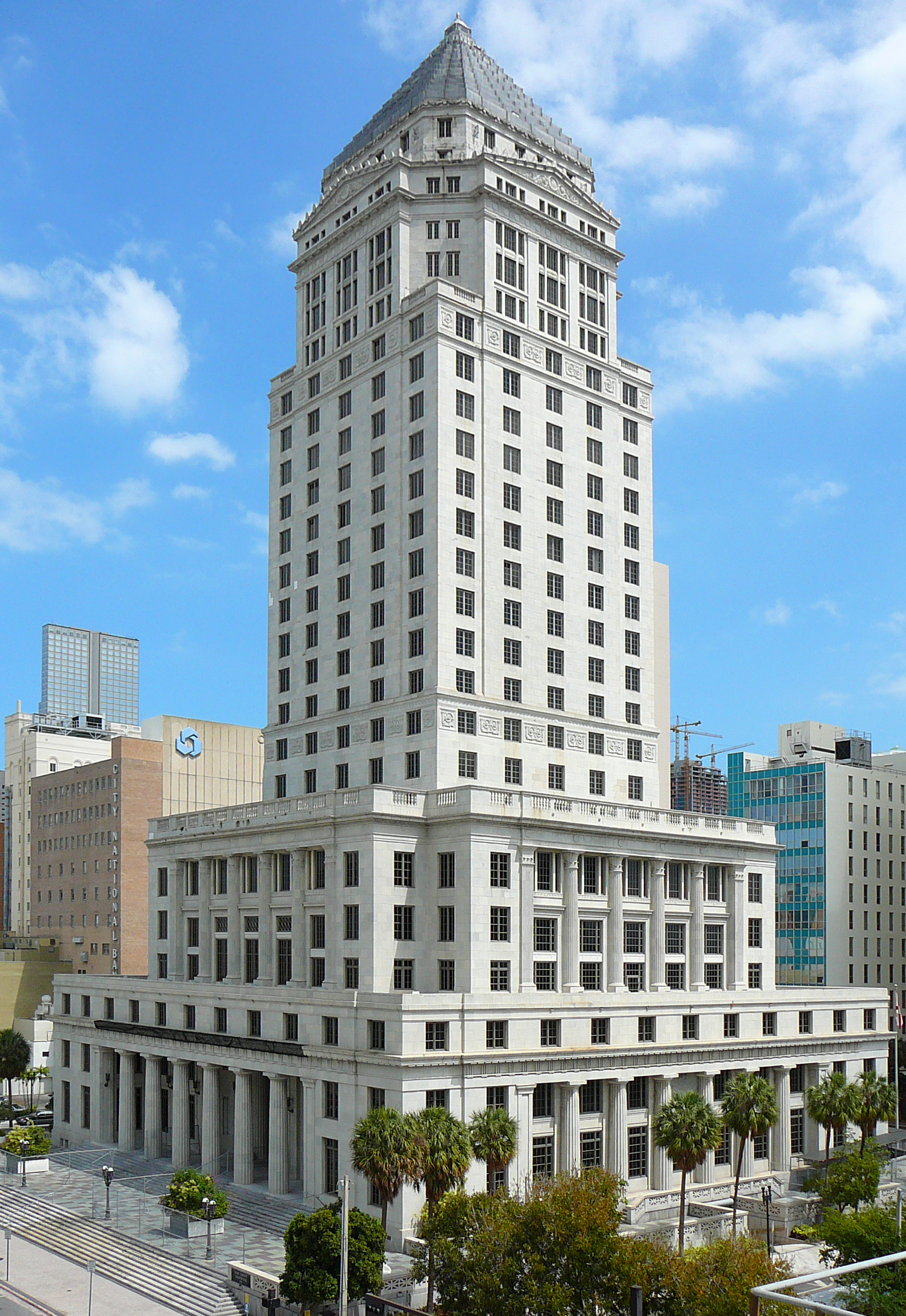
El Palacio de Justicia del Condado de Miami-Dade, construido en 1925, es uno de los numerosos juzgados del Downtown, concentrados principalmente en torno al Government Center.

Como sede del condado del Miami-Dade, el Downtown alberga las oficinas centrales y los departamentos del gobierno del condado de Miami-Dade, situadas principalmente en la zona del Government Center. El Stephen P. Clark Government Center es la sede central del gobierno del condado de Miami-Dade, y alberga las oficinas del alcalde de Miami-Dade. Aunque el Ayuntamiento de Miami está en Coconut Grove, muchas oficinas de la ciudad de Miami se encuentran en el Downtown, incluido el Departamento de Urbanismo. El Departamento de Policía de Miami también tiene sus oficinas centrales en el Downtown.
Downtown Miami alberga muchos juzgados, oficinas de jueces y bufetes de abogados. Algunos de los juzgados que se encuentran en el Downtown son el Tribunal de Familia del condado de Miami-Dade, el juez del Tribunal de Apelación, el secretario judicial del Tribunal de Distrito, el Palacio de Justicia del Condado de Miami-Dade, el Tribunal Federal y los tribunales de la ciudad de Miami.
El Servicio Postal de los Estados Unidos tiene dos oficinas postales en el Downtown, la de Brickell y la de Flagler Street. El Centro Federal de Detención, gestionado por la Agencia Federal de Prisiones, también se encuentra en el Downtown.

## Coste de la vida
En 2010 el precio medio de venta de apartamentos era de 347 729 dólares, un 15 % más que en 2009, con un precio medio de 3200 dólares por metro cuadrado. Durante el boom inmobiliario de Miami de la primera década del siglo xxi, se construyeron 23 628  condominios y apartamentos en numerosas torres que transformaron rápidamente el paisaje de la ciudad. A principios de 2011 ya estaban ocupados más del 85 % de estos apartamentos. En febrero de 2010 se estimó que unos 550 nuevos residentes se mudaban cada mes al Downtown.
En julio de 2011, la tasa de disponibilidad de oficinas del Downtown estaba en el 21 %, cinco puntos por debajo del máximo del 26 % alcanzado a mediados de 2010. La zona también tenía un precio de alquiler medio de oficinas de 36.33 dólares por pie cuadrado, el octavo más alto del país por detrás de Midtown Manhattan, Washington D. C., Midtown South Manhattan, el condado de Fairfield (Connecticut), Downtown Manhattan, San Francisco y Boston.
El Downtown tiene más de seis mil habitaciones de hotel, presenta la mayor concentración de hoteles de Miami y es el punto principal de la ciudad para los turistas de negocios. Muchos de estos hoteles están orientados hacia los turistas de negocios, y se sitúan principalmente a lo largo de Brickell Avenue, algunos están destinados a estancias de ocio de lujo, y otros son hoteles turísticos económicos.

## Comercios

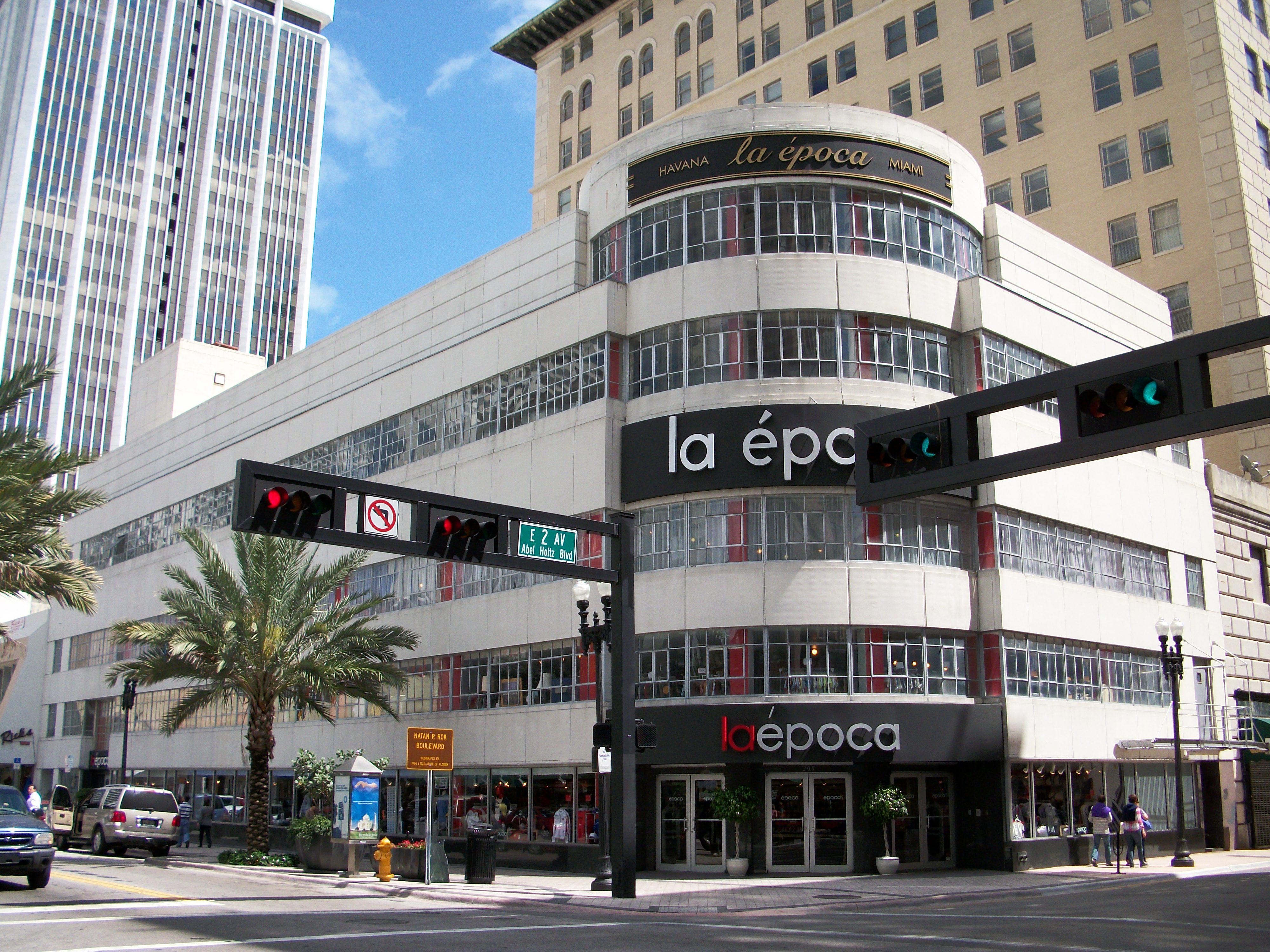
La Época es uno de los grandes almacenes principales de Flagler Street. Flagler Street ha sido la calle principal de tiendas de Downtown Miami desde el siglo xix.

Históricamente, Flagler Street ha sido la calle de tiendas principal del Downtown desde el siglo xix. En la actualidad, sigue siendo la calle de tiendas principal de la zona, donde se encuentra la que fue desde 1912 hasta 2018 la tienda insignia de Macy's en la Florida, en la intersección con la Miami Avenue, además de varios grandes almacenes locales de Miami, como La Época, en la intersección con la Segunda Avenida sureste, o Alberto Cortés, en la intersección con la Tercera Avenida sureste. Flagler Street también alberga muchas joyerías conocidas, muchas de las cuales han estado en el Downtown desde principios del siglo xx (por ejemplo, Morays Jewelers, fundada en 1900). Esta zona es llamada Miami Jewelry District y abarca cuatro manzanas del Downtown desde Miami Avenue hasta la Segunda Avenida sureste en Flagler Street y la calle 1 noreste.
Tras muchos años de decadencia, recientemente se ha puesto mucho interés en revitalizar Flagler Street a su antigua grandeza. En los últimos años, ha habido un renovado interés de los inversores hacia Flagler Street, y han abierto muchos nuevos restaurantes y tiendas, y se ha colocado nuevo mobiliario urbano, así como una reforzada seguridad y guías turísticos. En 2009 abrieron tres nuevos parques de bolsillo en Flagler Street, el Paul S. Walker Park, la Robert F. Clark Plaza y la Joan Lehman Sculpture Plaza, que han proporcionado más espacios verdes, bancos, arte público y zonas de descanso a la calle.
Además de Flagler Street, el Downtown tiene otras dos zonas importantes de tiendas, Bayside Marketplace y Mary Brickell Village. Bayside Marketplace fue construido en 1987 y es una de las atracciones turísticas más visitadas de Miami, con una media de más de quince millones de visitantes al año. Es un centro comercial al aire libre con vistas de la bahía Vizcaína situado en el Bayfront Park. Alberga las tiendas de muchas cadenas nacionales, además de tiendas locales de Miami. El Mary Brickell Village está en Miami Avenue y la calle 10 sureste, en Brickell. Es una importante zona de vida nocturna y allí se encuentran muchos de los bares y restaurantes exclusivos de Miami, a lo largo de la Miami Avenue desde aproximadamente la calle 6 sureste hasta Broadway (calle 15 sureste).

## Instituciones culturales

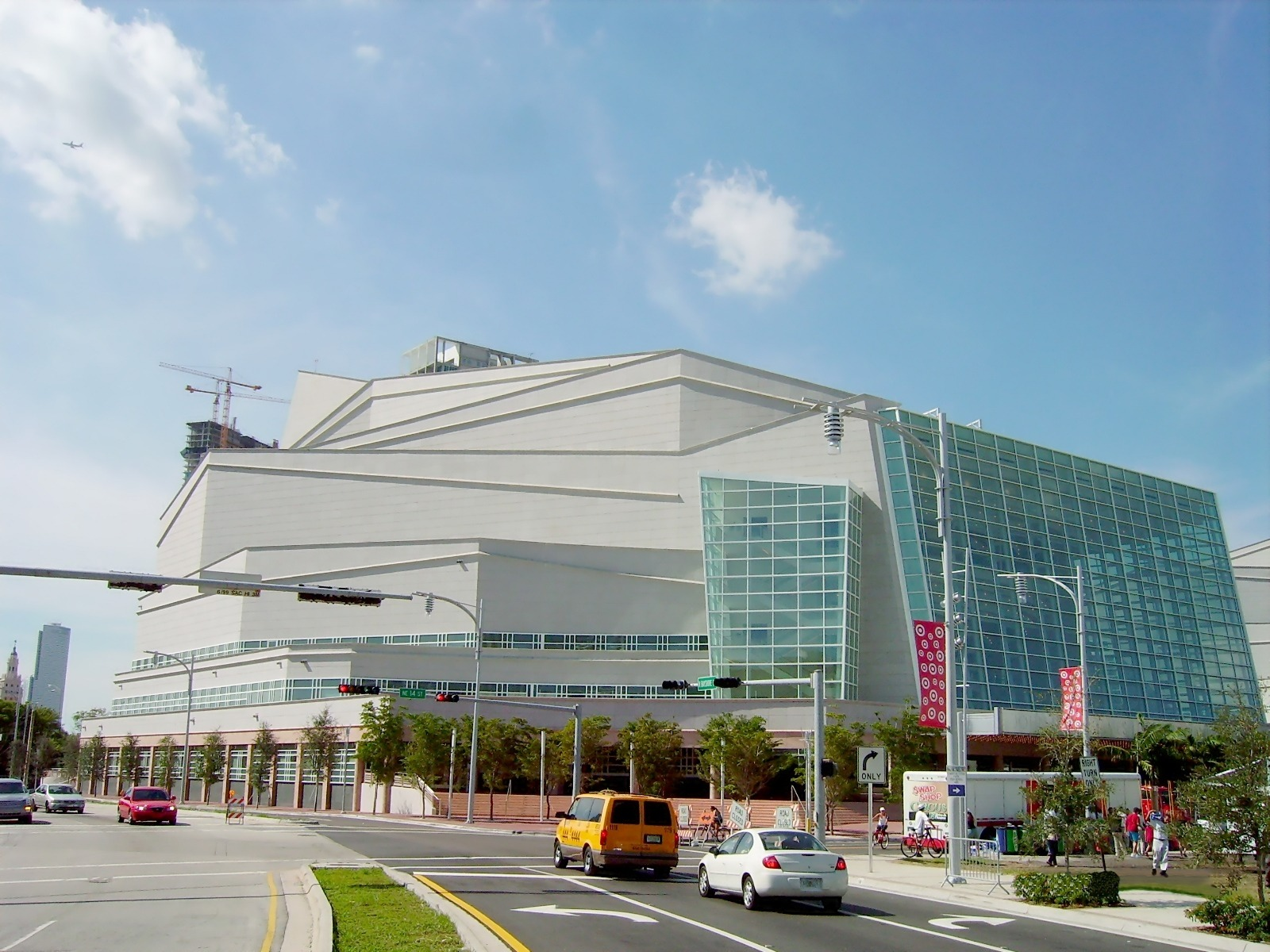
El Adrienne Arsht Center, el segundo centro de artes escénicas más grande de los Estados Unidos.

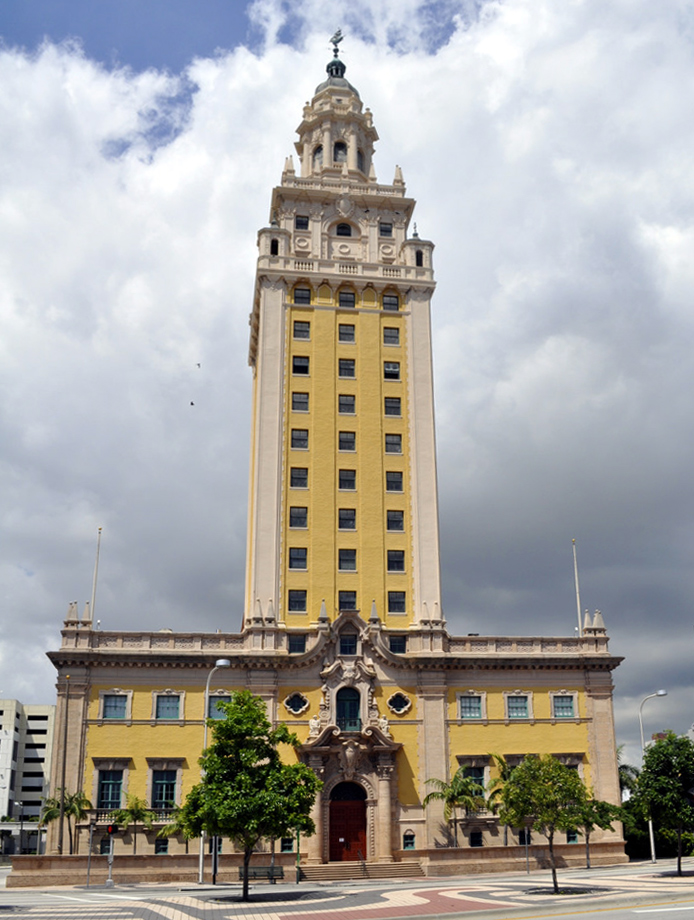
La Torre de la Libertad, construida en 1925, es uno de los símbolos de la ciudad.

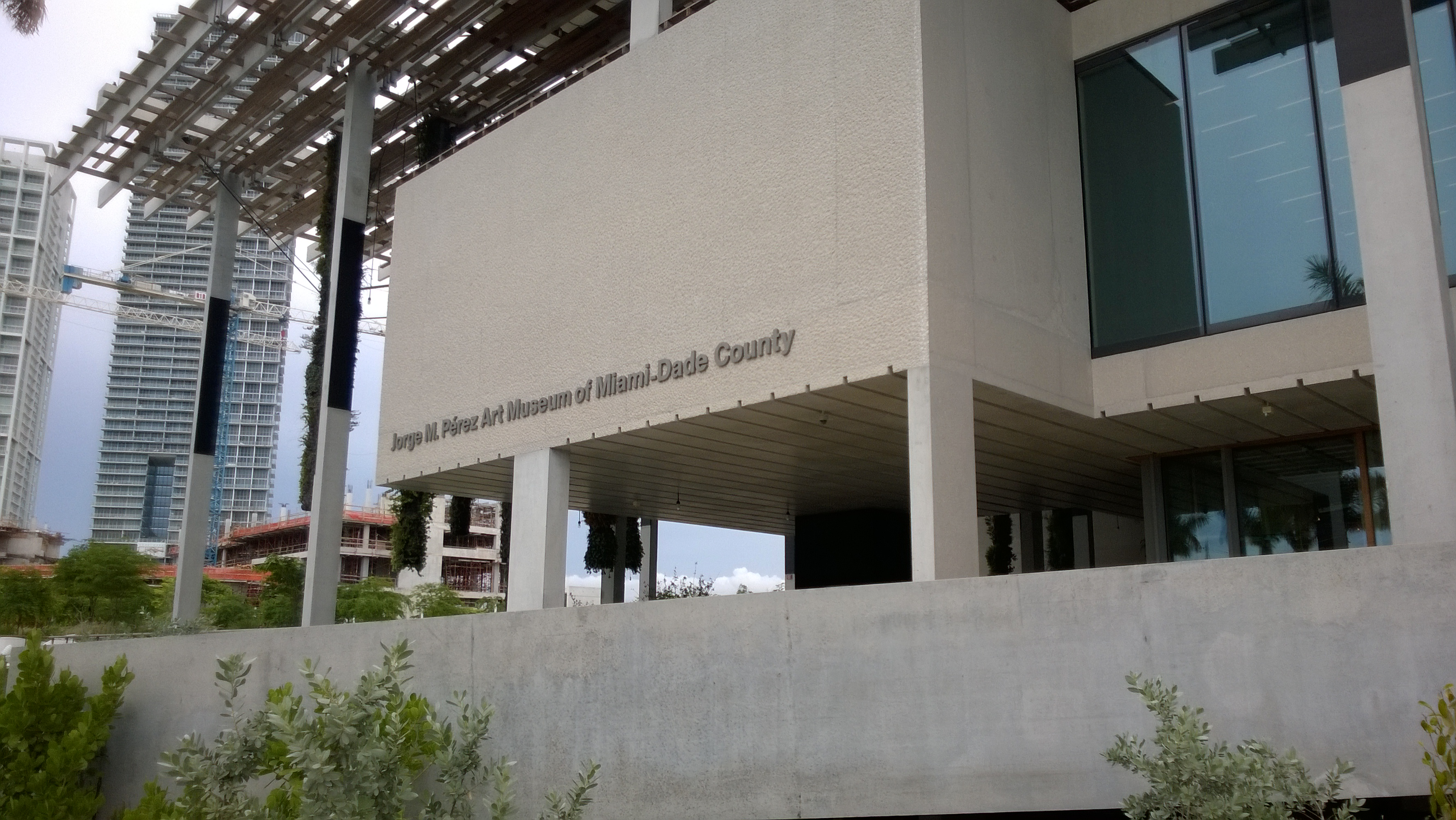
El Pérez Art Museum Miami en el Museum Park, en el barrio de Park West.

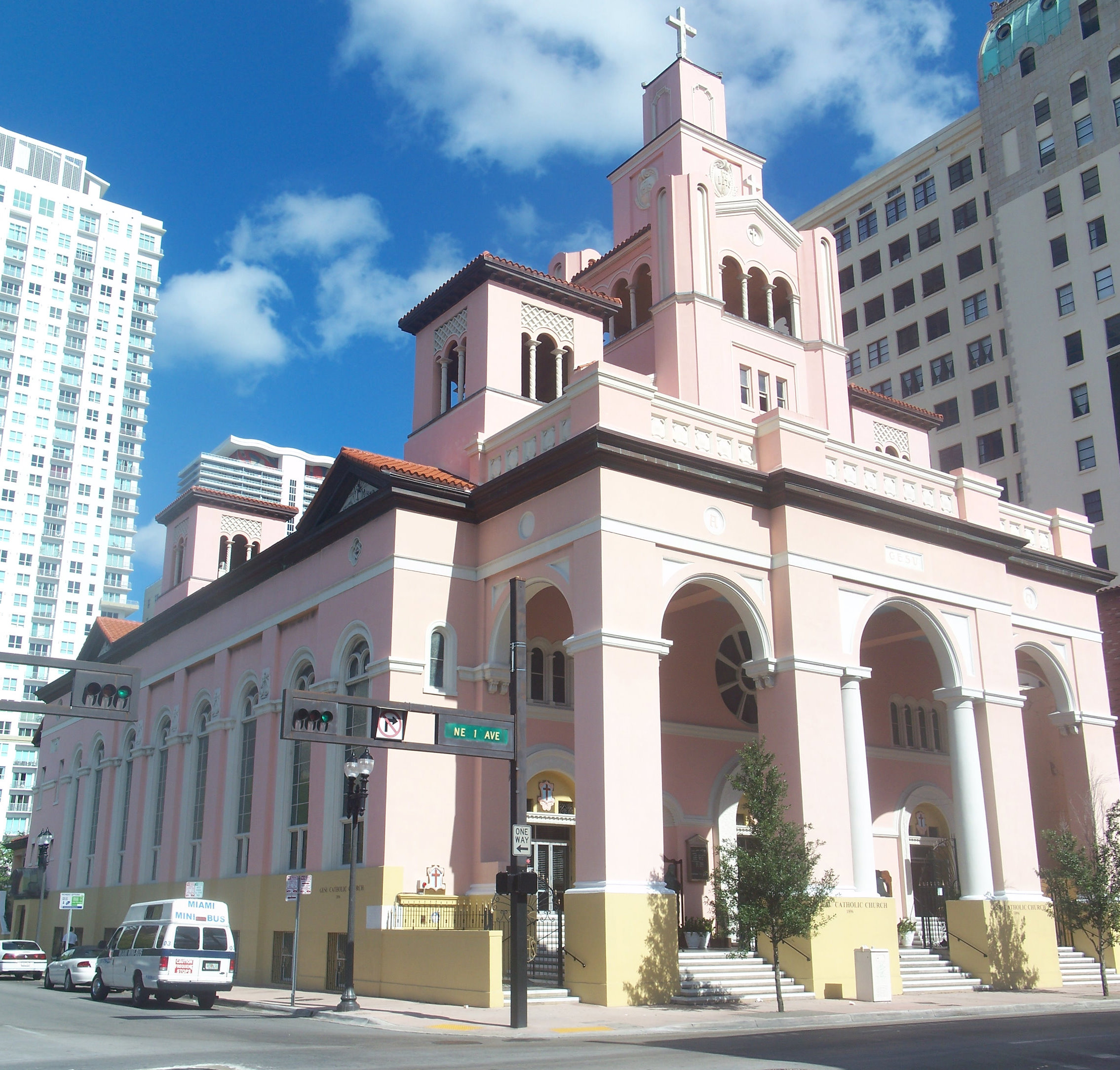
La iglesia Gesu, construida en 1896, es la iglesia católica más antigua de Miami, y una de las muchas iglesias y sinagogas centrales del Downtown.

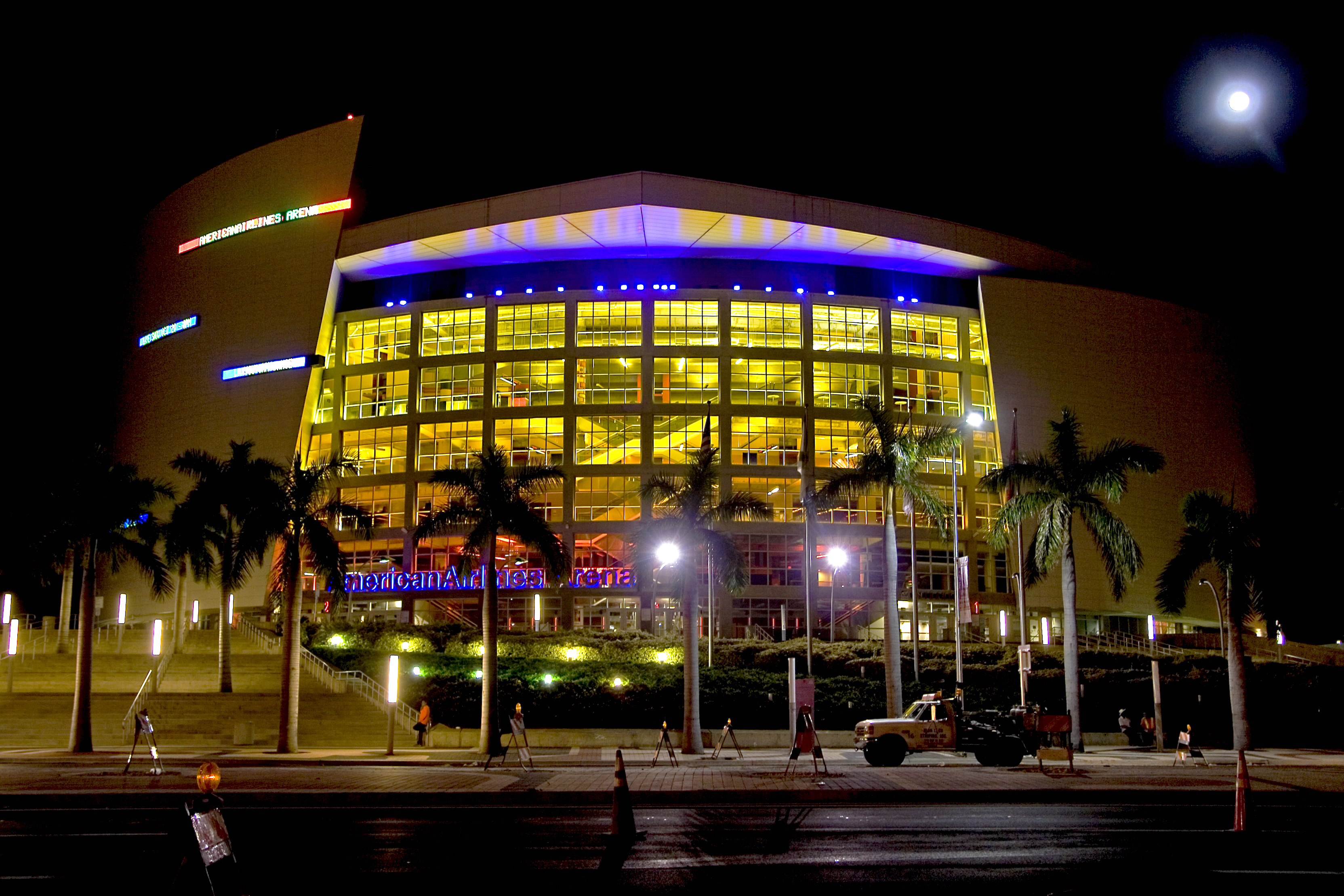
La American Airlines Arena, donde juega Miami Heat.

### Museos y lugares históricos
- Pérez Art Museum Miami
- HistoryMiami
- Museo Infantil de Miami
- Casa de William Wagner
- Torre de la Libertad
- Cementerio de la Ciudad de Miami
- Distrito histórico del centro de Miami
- Distrito histórico de Lummus Park
- Miami Circle

### Teatros y salas de espectáculos
- Adrienne Arsht Center
  - Ziff Ballet Opera House
  - Knight Concert Hall
  - Gran Ópera de la Florida
- Gusman Center for the Performing Arts
- Miami City Ballet
- Miami Wind Symphony

### Bibliotecas
- Biblioteca Principal de Miami

### Lugares de culto
- Iglesia Central Bautista (1925)
- Primera Iglesia de Cristo, Científico (1925)
- Primera Iglesia Presbiteriana (1898)
- Primera Iglesia Unida Metodista (1966)
- Iglesia Gesu (1896)
- Iglesia Episcopal Metodista Africana (1927)
- Iglesia Adventista del Séptimo Día (1925)
- Iglesia de St. Jude Melkite (1946)
- Templo Israel del Gran Miami (1926)
- Catedral Episcopal de la Trinidad (1925)

### Festivales y eventos
- DWNTWN Concert Series, actuaciones gratuitas el segundo viernes de cada mes a las 5:30 p. m., en Bayfront Park.
- Fiesta oficial de la ciudad de Nochevieja, Bayfront Park.
- Maratón de Miami, maratón celebrada en enero.
- Ultra Music Festival, festival de música electrónica celebrado en marzo.
- Festival Internacional de Cine de Miami, celebrado en marzo.
- Winter Music Conference, celebrada en marzo.
- America's Birthday Bash («fiesta de cumpleaños de los Estados Unidos») el Día de la Independencia, Bayfront Park.
- Feria Internacional del Libro de Miami, un festival literario anual celebrado en noviembre en el Miami Dade College.
- Art Basel Miami, una exposición de arte celebrada en diciembre.
- Salón Náutico de Miami.
- The Arts Of Storytelling, celebrado en marzo.
- The Best of the Best Reggae Concert.

### Instalaciones deportivas
- American Airlines Arena, hogar de Miami Heat.

## Rascacielos

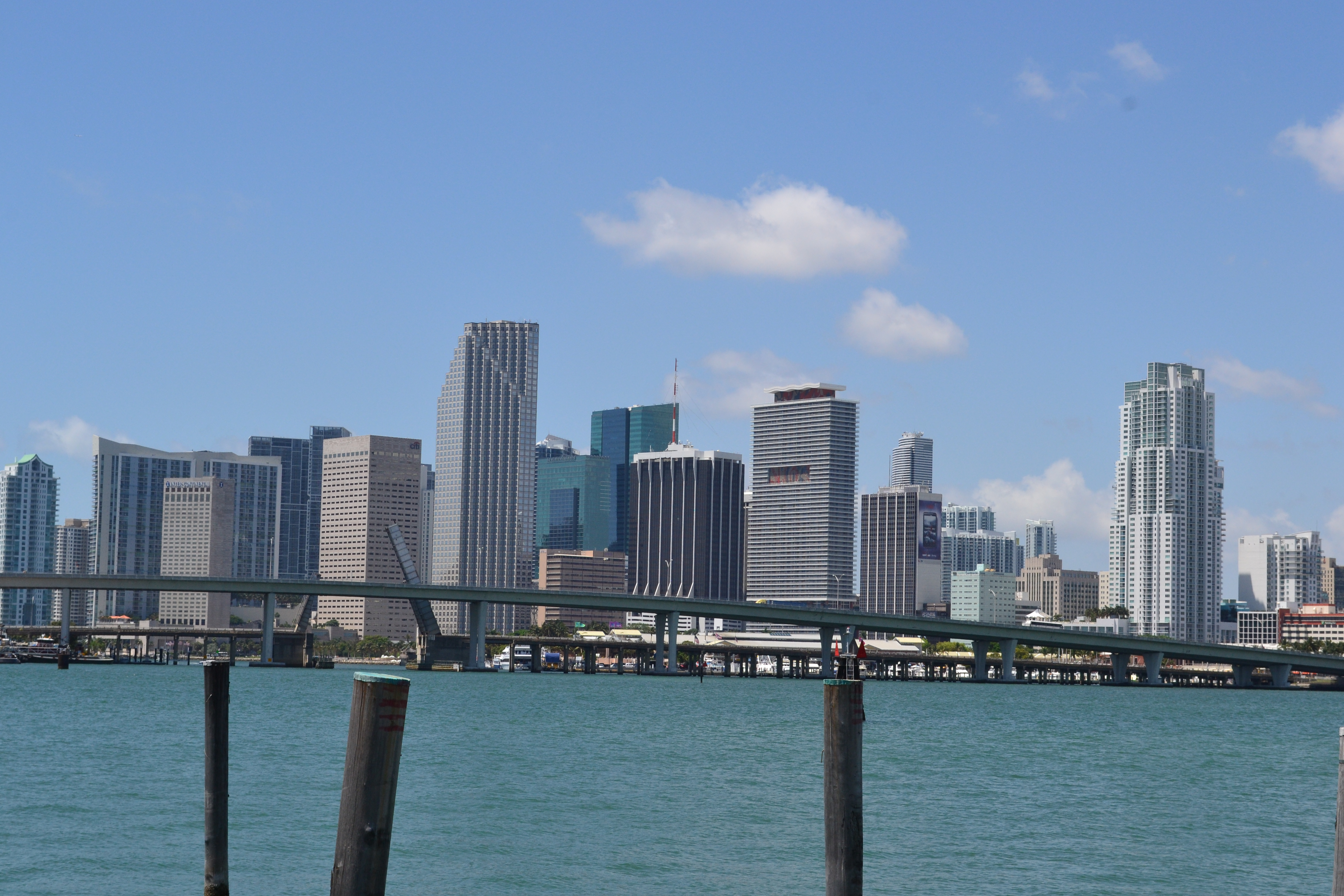
Los rascacielos de Downtown Miami vistos desde el otro lado de la bahía Vizcaína en mayo de 2011.

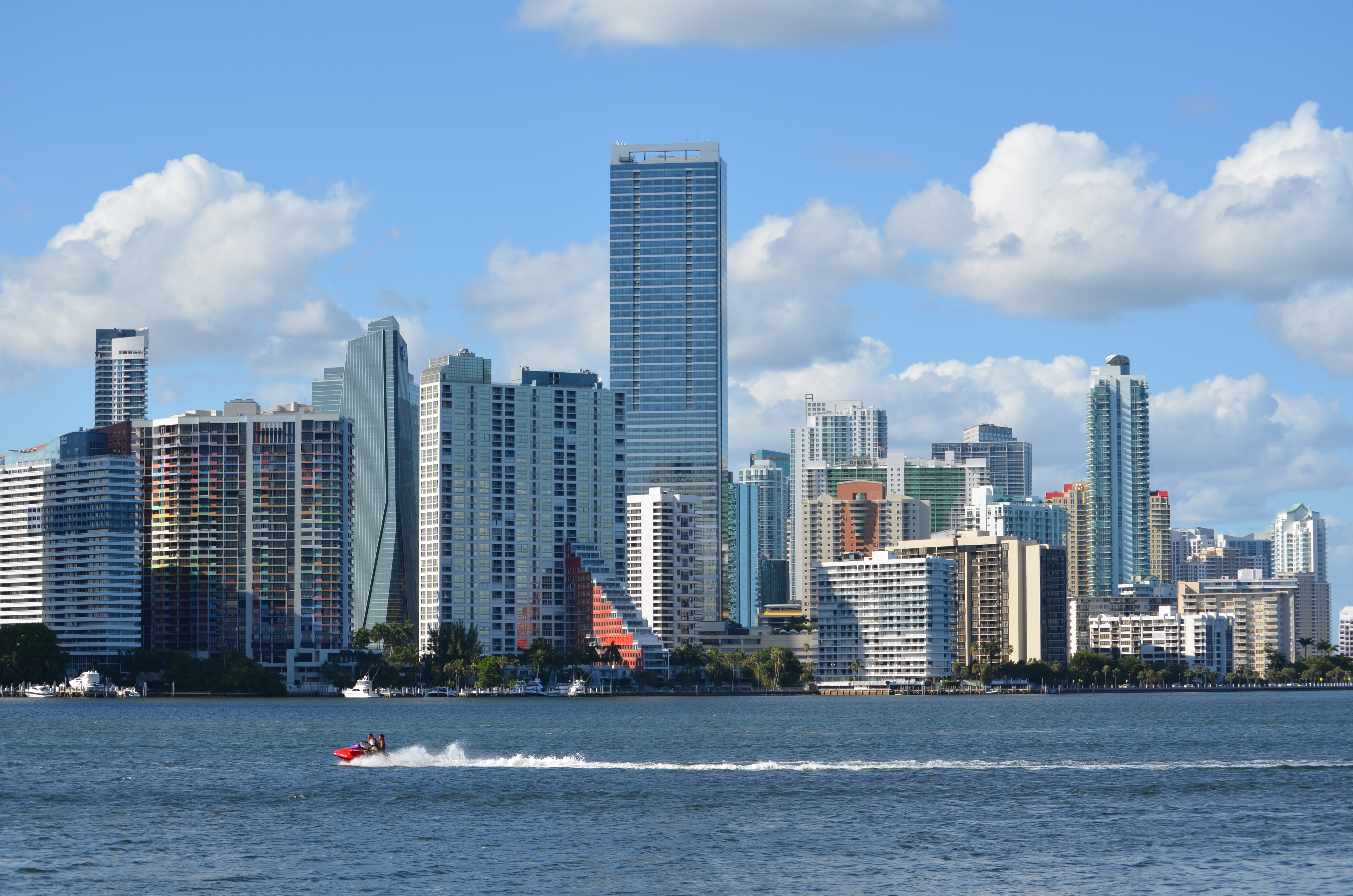
El skyline de Brickell en 2012.

### Torres de oficinas
| - Four Seasons Hotel Miami - Southeast Financial Center - Miami Tower - One Biscayne Tower - 1450 Brickell - 701 Brickell Avenue - Brickell Financial Centre - Brickell Arch - Sabadell Financial Center - Brickell Bay Office Tower | - Latitude One - SunTrust International Center - Alfred I. DuPont Building - Miami Center - Courthouse Center - Museum Tower - Palacio de Justicia del Condado de Miami-Dade - New World Tower - Stephen P. Clark Government Center - Met 2 (Wells Fargo Center) |

### Torres residenciales
| - 900 Biscayne Bay - Ten Museum Park - 1800 Club - Wind - Marinablue - One Miami East Tower - One Miami West Tower - Opera Tower - Quantum on the Bay North Tower | - Quantum on the Bay South Tower - The Ivy - Marquis Residences - Mint - 50 Biscayne - Met 1 - The Loft 2 - Everglades on the Bay North Tower - Everglades on the Bay South Tower |

### Torres de hotel
| - Four Seasons Hotel Miami - InterContinental Miami | - The Grand Doubletree |